# WeWork
WeWork è un gruppo statunitense che fornisce locali e servizi di coworking, inclusi spazi condivisi fisici e virtuali. È stata fondata nel 2010 da Adam Neumann e Miguel McKelvey e ha sede a New York. Dopo che l'offerta pubblica iniziale (IPO) della sua allora società madre, The We Company, è fallita, la società si è trovata in grande difficoltà finanziaria nel 2019 quando furono rese pubbliche ingenti perdite nei suoi conti. Lo è stata ancor più nel 2022 con bilanci disastrosi.
Il Wall Street Journal ha osservato che, al momento della pubblicazione del suo prospetto pubblico nell'agosto 2019, la società era "assediata da critiche sulla sua governance, sul modello di business e sulla capacità di realizzare profitti". Nell'ottobre 2019, Neumann ha ricevuto quasi 1,7 miliardi di dollari dallo stakeholder SoftBank per essersi dimesso dal consiglio di amministrazione di WeWork e aver reciso la maggior parte dei suoi legami con l'azienda. È stato assunto come consulente con uno stipendio annuo di 46 milioni di dollari. Il New York Times ha descritto il tentativo fallito della società di quotarsi in Borsa e le relative turbolenze come "un'implosione diversa da qualsiasi altra nella storia delle start-up", che ha attribuito al discutibile mandato di Adam Neumann e ai soldi facili precedentemente fornitigli da SoftBank, guidato da Masayoshi Son.
Nell'agosto 2023 WeWork ha avvertito di avere "dubbi sostanziali" di poter rimanere in attività e di dover presentare istanza di protezione dal fallimento ai sensi del Capitolo 11. Il 31 ottobre 2023, sono circolate notizie secondo cui WeWork avrebbe dichiarato fallimento "imminente", il che ha comportato un calo del valore delle azioni del 37%. Una settimana dopo, il 6 novembre, la società ha dichiarato ufficialmente fallimento per gli Stati Uniti e il Canada in un tribunale del New Jersey. Le sedi al di fuori degli Stati Uniti e del Canada e gli affiliati WeWork non rientrano nella procedura di fallimento.  Secondo il Financial Times, SoftBank aveva investito o impegnato oltre 16 miliardi di dollari al momento del fallimento di WeWork, compreso un pagamento di 1,5 miliardi di dollari a Goldman Sachs.

## Storia

### 2008–2015
Nel maggio 2008, l'israeliano Adam Neumann e l'americano Miguel McKelvey hanno fondato GreenDesk, uno "spazio di coworking ecologico" a Brooklyn.  Nel 2010, Neumann e McKelvey vendettero l'attività e fondarono WeWork, affittando la prima sede a SoHo, aperta nell'aprile 2011. Lo sviluppatore immobiliare di Manhattan Joel Schreiber acquistò una partecipazione del 33% nella società per 15 milioni di dollari.
Nel 2011, PepsiCo ha collocato nella sede alcuni dipendenti, che hanno agito come consulenti per le aziende più piccole associate a WeWork, rendendo la sede un incubatore di startup. Nel 2013, i clienti WeWork includevano 350 startup come Fitocracy e HackHands.
Nel 2014, WeWork era considerato "il locatario di nuovi spazi per uffici in più rapida crescita a New York" ed era sulla buona strada per diventare "il locatario [locatore] di nuovi spazi in più rapida crescita in America". Gli investitori di WeWork nel 2014 includevano JP Morgan Chase, T. Rowe Price, Wellington Management, Goldman Sachs, Harvard Corporation, Benchmark e Mortimer Zuckerman, ex CEO di Boston Properties.
Nel febbraio 2015, WeWork è stata inserita nell'elenco delle 50 aziende più innovative di Fast Company. Il 1º giugno 2015, Artie Minson, ex direttore finanziario di Time Warner Cable, è entrato a far parte della società come presidente e direttore operativo.  Nell'agosto 2015, la società ha rilevato CASE, un'impresa immobiliare e di tecnologia per le costruzioni: è stata la sua prima acquisizione. Secondo il suo fondatore, la velocità della transazione ha danneggiato la cultura organizzativa di CASE.

### 2019

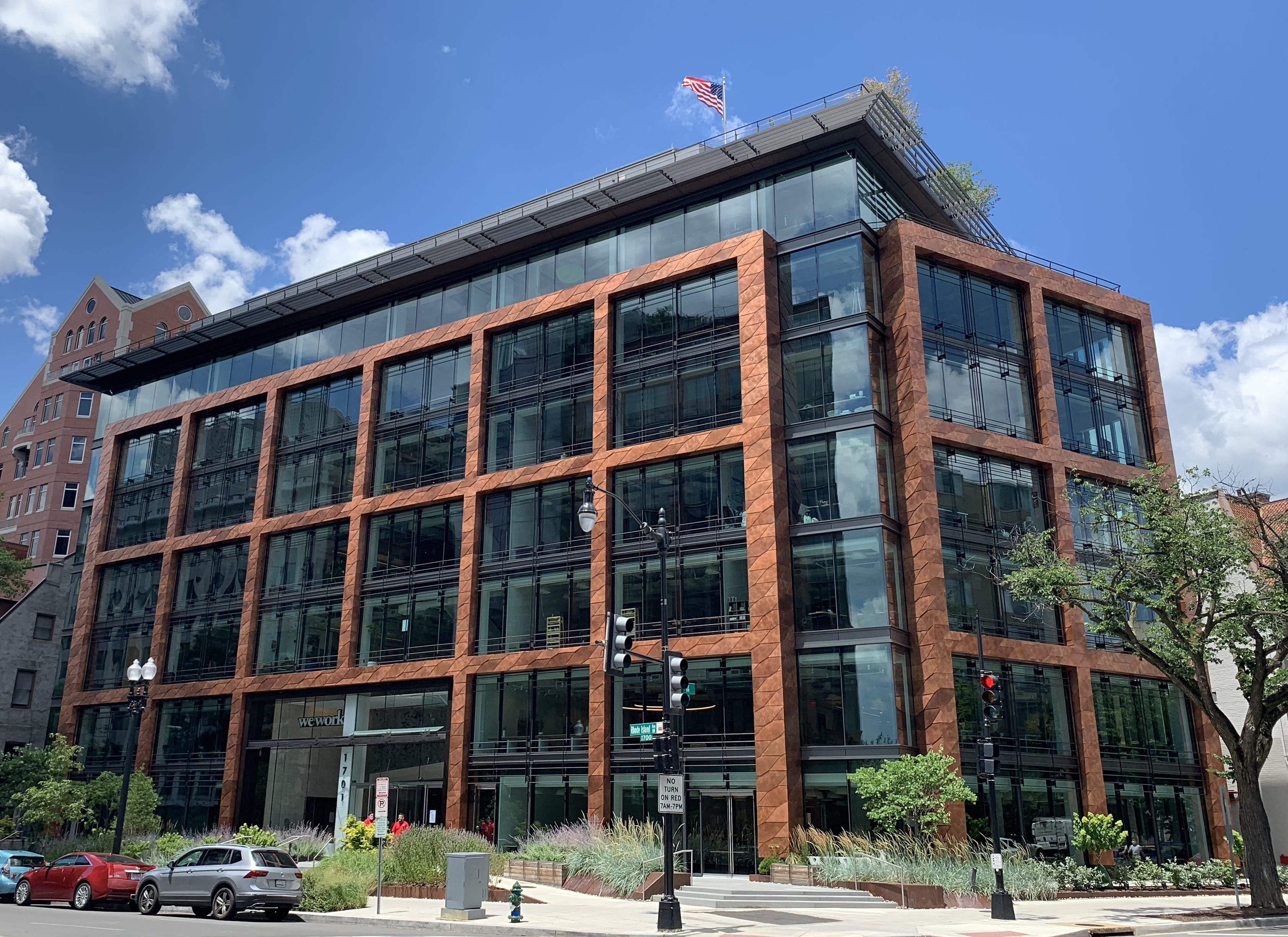
La sede di WeWork sulla Rhode Island Avenue a Washington

Nell'aprile 2019, dopo che il finanziamento totale di SoftBank aveva toccato i 10 miliardi di dollari, WeWork ha deciso di quotarsi in Borsa e in agosto ha presentato domanda per una offerta pubblica iniziale (IPO) depositando il necessario modulo S-1. La documentazione ha rivelato perdite significative, contratti di locazione costosi e un rapporto complesso con il fondatore Adam Neumann.  Ha inoltre rivelato 47 miliardi di dollari di futuri obblighi di locazione e solo 4 miliardi di dollari di futuri impegni di locazione. La società è stata quindi "assediata da critiche sulla sua governance, sul modello di business e sulla capacità di realizzare un profitto". E' emersa in definitiva "la fragilità di WeWork, che non era altro che un intermediario tra affittuari e subaffittuari, priva di una solida base finanziaria". Le conseguenze: l’IPO è stata rinviata, i fondatori sono stati costretti a dimettersi con ingenti compensazioni e la valutazione dell’azienda è crollata. SoftBank ha continuato a iniettare fondi, cercando di impedire il collasso dell’azienda. L'aspetto incredibile è che il 27 agosto 2019, proprio quando stava emergendo lo scandalo finanziario, WeWork ha acquistato "Spacious", una società che affittava spazi inutilizzati dai ristoranti durante le ore diurne e poi affittava questo spazio ai lavoratori a distanza. Spacious è stato chiuso 4 mesi dopo, nel dicembre 2019.
La società ha cambiato il nome legale da WeWork in We Company e, secondo il modulo S-1 depositato nell'agosto 2019, l'azienda ha pagato 5,9 milioni di dollari a un'entità di proprietà di Adam Neumann e altri fondatori di WeWork per la concessione in licenza del marchio.  All'inizio di settembre 2019, Neumann ha restituito alla società i 5,9 milioni di dollari per l'utilizzo del marchio e ha ceduto alla società tutti i diritti sui marchi della famiglia "We". Il 13 settembre 2019, la società ha annunciato modifiche alla propria governance aziendale per includere la possibilità per il consiglio di amministrazione di scegliere un nuovo CEO e di non avere i membri della famiglia di Adam Neumann nel consiglio. Neumann ha inoltre accettato di trasferire alla società tutti i profitti derivanti dai suoi affari immobiliari con la società.
Il 17 settembre 2019, tra le crescenti preoccupazioni degli investitori sulla governance aziendale, sulla valutazione e sulle prospettive del business, WeWork ha ritirato formalmente la richiesta S-1 e ha annunciato il rinvio della sua IPO fino alla fine del 2019. La valutazione pubblica dichiarata della società era di circa 10 miliardi di dollari, una riduzione rispetto alla valutazione di 47 miliardi di dollari ottenuta a gennaio e inferiore ai 12,8 miliardi di dollari raccolti dal 2010.  A metà settembre 2019 Wendy Silverstein, co-responsabile del fondo di investimento immobiliare ARK di WeWork, ha lasciato l'azienda. Entro il 23 settembre 2019, SoftBank voleva che Neumann fosse rimosso dalla carica di amministratore delegato.  Il giorno successivo, tra la crescente pressione degli investitori, il cofondatore dell'azienda Adam Neumann si è dimesso dalla carica di CEO e ha ceduto il controllo di maggioranza del voto in WeWork. Artie Minson e Sebastian Gunningham sono stati nominati co-CEO dell'azienda. Lo stesso giorno, WeWork ha messo in vendita il suo aereo Gulfstream G650. I critici hanno affermato che l'aereo era diventato una "bandiera rossa in vista dell'IPO della società" e aveva creato problemi con i dipendenti che non avevano ricevuto i bonus o gli aumenti promessi.
Nell'ottobre 2019, Neumann ha ricevuto quasi 1,7 miliardi di dollari da SoftBank per essersi dimesso dal consiglio di amministrazione di WeWork e aver reciso la maggior parte dei suoi legami con l'azienda. Gli 1,7 miliardi di dollari includevano 970 milioni di dollari per le sue azioni rimanenti, una commissione di consulenza di 185 milioni di dollari e un credito di 500 milioni di dollari per aiutarlo a ripagare i suoi prestiti a JP Morgan Chase. È stato assunto come consulente con uno stipendio annuo di 46 milioni di dollari.
Nell'ottobre 2019, WeWork ha annunciato l'apertura di nuove sedi di coworking a Singapore e a Manila, mentre ha abbandonato il progetto di aprire un ufficio nella US Steel Tower nel centro di Pittsburgh. Il 14 ottobre 2019, WeWork ha avvertito i clienti che circa 1.600 cabine telefoniche in alcuni dei suoi uffici in Canada e negli Stati Uniti erano contaminate da formaldeide. La società ha affermato che altre 700 cabine telefoniche avrebbero potute essere messe fuori servizio come misura precauzionale. Questa situazione è arrivata all'attenzione dell'azienda dopo che alcuni membri avevano segnalato un'irritazione agli occhi e un forte odore. Il 6 novembre 2019, il gruppo SoftBank ha riportato svalutazioni per 9,2 miliardi di dollari sui suoi investimenti in WeWork. Questo importo rappresentava circa il 90% dei 10,3 miliardi di dollari investiti da SoftBank in WeWork negli anni precedenti. Il 21 novembre 2019, WeWork ha annunciato il licenziamento di 2.400 dipendenti, quasi il 20% della sua forza lavoro a livello globale.

### Televisione
- Nel gennaio 2021, Apple TV+ ha annunciato un nuovo programma chiamato WeCrashed che segue il lancio e la caduta di WeWork. Jared Leto interpreta Adam Neumann e Anne Hathaway interpreta Rebekah Neumann.[1]
- Nell'aprile 2021, Hulu ha presentato un documentario intitolato WeWork: Or the Making and Breaking of a $47 Billion Unicorn.[2]